# P-ベンゾキノンレダクターゼ (NADPH)
p-ベンゾキノンレダクターゼ (NADPH)（p-benzoquinone reductase (NADPH)）は、次の化学反応を触媒する酸化還元酵素である。
NADPH + H+ + p-ベンゾキノン {\displaystyle \rightleftharpoons } NADP+ + ヒドロキノン
反応式の通り、この酵素の基質はNADPHとH+とp-ベンゾキノン、生成物はNADP+とヒドロキノンである。
組織名はNADPH:p-benzoquinone oxidoreductaseである。